# Port lotniczy Nassau
Port lotniczy Nassau (IATA: NAS, ICAO: MYNN) – międzynarodowy port lotniczy położony w Nassau. Jest największym portem lotniczym na Bahamach.

## Linie lotnicze i połączenia
- Aerogaviota (Holguin)
- Air Jamaica (Kingston, Montego Bay)
- Air Canada (Montreal [sezonowo], Toronto-Pearson)
- American Airlines (Dallas/Fort, Nowy Jork LaGuardia [od 22 grudnia 2018][1])
  - American Eagle Airlines obsługiwane przez Executive Air (Miami)
- British Airways (Grand Cayman, Londyn-Heathrow, Providenciales)
- Bahamasair (Andros Town, Arthur's Town, Crooked Island, Deadman's Cay, Fort Lauderdale, Freeport, Georgetown Exuma, Governor's Harbour, Hawana, Inagua, Mangrove Cay, Marsh Harbour, Mayaguana, Miami, North Eleuthera, Orlando, Providenciales, Rock Sound, San Andros, San Salvador, Santiago (DR) [sezonowo], Santo Domingo, South Andros, Spring Point, The Bight, Treasure Cay)
- Blue Panorama Airlines (Mediolan-Malpensa, Wenecja)
- CanJet (Toronto-Pearson)
- Continental Airlines (Houston-Intercontinental, Newark)
  - Continental Express obsługiwane przez ExpressJet Airlines (Cleveland, Houston-Intercontinental, Newark)
  - Continental Connection obsługiwane przez Gulfstream International Airlines (Fort Lauderdale, Miami, West Palm Beach)
- Cubana de Aviación (Hawana)
- Delta Air Lines (Atlanta, Nowy Jork-LaGuardia)
  - Delta Connection obsługiwane przez Atlantic Southeast Airlines (Atlanta)
  - Delta Connection obsługiwane przez Comair (Cincinnati)
  - Delta Connection obsługiwane przez Pinnacle Airlines (Atlanta)
- First Choice Airways (Manchester [sezonowo])
- JetBlue Airways (Boston, Nowy Jork-JFK)
- Northwest Airlines (Detroit [sezonowo])
- SkyKing (Providenciales)
- Skyservice (Toronto-Pearson)
- Spirit Airlines (Fort Lauderdale)
- US Airways (Boston [sezonowo], Charlotte, Nowy Jork-LaGuardia, Filadelfia, Waszyngton-Reagan)
- WestJet (Calgary [sezonowo], Ottawa [sezonowo], Toronto-Pearson)